# Jorottui ipuanai
Jorottui ipuanai — вид павукоподібних ряду фринів (Amblypygi). Описаний у 2023 році.

## Назва
Рід Jorottui походить від слова індіанців ваюу «Joróttui», що означає «місце, де панує вічна ясність». Народ ваю, корінні жителі області, в якій зустрічається таксон, вірить, що Джороттуй — це велика печера всередині землі, яка уособлює сяючий купол неба.
Вид ipuanai названо на честь Рамона Паса Іпуани (1937—1992), венесуельського педагога, дослідника, лінгвіста, поета та письменника з ваюу, який присвятив своє життя вивченню культури ваюу та захисту прав і традицій народу ваюу.

## Поширення
Ендемік Колумбії. Поширений у системі печер у верхній частині басейну річки Камаронес у департаменті Ла-Гуахіра на північному сході країни.